# Mark Farner
Mark Fredrick Farner (29. září 1948, Flint, Michigan) je americký zpěvák, kytarista a skladatel, známý jako sólový zpěvák a kytarista skupiny Grand Funk Railroad, který se později věnoval soudobé křesťanské hudbě.

## Mládí a kariéra
Mark Farner se narodil jako druhý ze čtyř sourozenců v rodině Betty a Deltona Farnerových. Svou kariéru začal ve skupině Terry Knight and The Pack (1965-1966), The Bossmen (1966), The Pack (The Fabulous Pack) (1967-1968), od roku 1969 hrál ve skupině Grand Funk Railroad (později zvané Grand Funk) kde s ním hráli Don Brewer (bicí) a Mel Schacher (baskytara). Craig Frost (klávesy) se ke skupině připojil v roce 1973.

## Grand Funk
Farner byl kytaristou a vedoucím zpěvákem v Grand Funk Railroad a také autorem většiny jejich skladeb. Jejich nejznámější skladbou je "I'm Your Captain (Closer to Home)" z roku 1970.
Skladba Grand Funk "We're An American Band" dosáhla #1 v žebříčku Hot 100 v den Markových 25. narozenin.

## Po Grand Funk
Poté, co se Grand Funk v roce 1976 rozpadli, Farner vydal v roce 1977 své první sólové album, v roce 1978 pak druhé, No Frills (obě u Atlantic Records). V roce 1981 Farner a Don Brewer představili novou sestavu Grand Funk a nahráli dvě alba Grand Funk Lives a What's Funk?. Farner pak odešel znovu na sólovou dráhu v roce 1988 a nahrál Just Another Injustice u Frontline Records. Dalším jeho počinem u Frontline bylo v roce 1991 album Some Kind of Wonderful, které představilo klasický hit Grand Funk stejného jména. Farner získal úspěch se skladbou Johna Belanda "Isn't it Amazing", která mu přinesla nominaci na cenu Dove Award a získal pozici #2 v žebříku Christian Contemporary charts.
V 90. letech Farner spolu s bývalým editorem Freedom Reader Steve Lisukem založil společnost Lismark Communications. Brzy poté Farner vydal své sólové album na své vlastní znače LisMark Records.
Farner cestoval od roku 1994 do 1995 s Ringo Starr's Allstars, kde též působili Randy Bachman, John Entwistle, Felix Cavaliere, Billy Preston a Ringův syn Zak Starkey.
Koncem 90. let se Farner znovu spojil s Grand Funk, ale po třech letech odešel aby se věnoval sólové kariéře. V současnosti vystupuje se svou vlastní skupinou N'rG, která hraje směs repertoáru Grand Funk a Farnerových vlastních věcí.

## Diskografie
- Mark Farner, 1977
- No Frills, 1978
- Just Another Injustice, 1988
- Wake Up, 1989
- Some Kind of Wonderful, 1991
- Closer to Home, 1992
- Heirlooms, 2000
- Red White and Blue Forever, 2002
- Live!! N'rG, 2003
- For The People, 2006